# Dale Luck
Dale Luck (...) è un informatico statunitense, principale responsabile dello sviluppo software Amiga, insieme con R. J. Mical, con particolare attenzione alla grafica.
Tra le altre cose, Dale fu il creatore del famoso demo intitolato Boing Ball. Grazie a lui, il famoso chip custom blitter arrivò ad essere prodotto con capacità estese.